# Óis do Bairro
Óis do Bairro é uma povoação portuguesa do Município de Anadia que foi sede da extinta Freguesia de Óis do Bairro, freguesia que tinha 2,81 km² de área e 491 habitantes (2011), e, por isso, uma densidade populacional de 174,7 hab/km².
A Freguesia de Óis do Bairro foi extinta em 2013, no âmbito de uma reforma administrativa nacional, tendo sido agregada às freguesias de Tamengos e Aguim, para formar uma nova freguesia denominada União das Freguesias de Tamengos, Aguim e Óis do Bairro com sede em Tamengos.
Foi vila e sede de concelho entre 1514 e o início do século XIX, quando foi anexado a São Lourenço do Bairro. Este era constituído apenas pela freguesia da sede e tinha, em 1801, 202 habitantes.

## População
| População da freguesia de Óis do Bairro | População da freguesia de Óis do Bairro | População da freguesia de Óis do Bairro | População da freguesia de Óis do Bairro | População da freguesia de Óis do Bairro | População da freguesia de Óis do Bairro | População da freguesia de Óis do Bairro | População da freguesia de Óis do Bairro | População da freguesia de Óis do Bairro | População da freguesia de Óis do Bairro | População da freguesia de Óis do Bairro | População da freguesia de Óis do Bairro | População da freguesia de Óis do Bairro | População da freguesia de Óis do Bairro | População da freguesia de Óis do Bairro |
| --------------------------------------- | --------------------------------------- | --------------------------------------- | --------------------------------------- | --------------------------------------- | --------------------------------------- | --------------------------------------- | --------------------------------------- | --------------------------------------- | --------------------------------------- | --------------------------------------- | --------------------------------------- | --------------------------------------- | --------------------------------------- | --------------------------------------- |
| 1864                                    | 1878                                    | 1890                                    | 1900                                    | 1911                                    | 1920                                    | 1930                                    | 1940                                    | 1950                                    | 1960                                    | 1970                                    | 1981                                    | 1991                                    | 2001                                    | 2011                                    |
| 230                                     | 297                                     | 296                                     | 258                                     | 322                                     | 321                                     | 373                                     | 431                                     | 518                                     | 456                                     | 353                                     | 414                                     | 615                                     | 517                                     | 491                                     |

| Distribuição da População por Grupos Etários | Distribuição da População por Grupos Etários | Distribuição da População por Grupos Etários | Distribuição da População por Grupos Etários | Distribuição da População por Grupos Etários | Distribuição da População por Grupos Etários | Distribuição da População por Grupos Etários | Distribuição da População por Grupos Etários | Distribuição da População por Grupos Etários | Distribuição da População por Grupos Etários |
| -------------------------------------------- | -------------------------------------------- | -------------------------------------------- | -------------------------------------------- | -------------------------------------------- | -------------------------------------------- | -------------------------------------------- | -------------------------------------------- | -------------------------------------------- | -------------------------------------------- |
| Ano                                          | 0-14 Anos                                    | 015-24 Anos                                  | 25-64 Anos                                   | < 65 Anos                                    |                                              | 0-14 Anos                                    | 015-24 Anos                                  | 25-64 Anos                                   | < 65 Anos                                    |
| 2001                                         | 55                                           | 70                                           | 275                                          | 117                                          |                                              | 10,6%                                        | 13,5%                                        | 53,2%                                        | 22,6%                                        |
| 2011                                         | 54                                           | 42                                           | 284                                          | 111                                          |                                              | 11,0%                                        | 8,6%                                         | 57,8%                                        | 22,6%                                        |

## Património
- Paço de Óis ou Casa de Montalvão ou Solar dos Calheiros
- Capelas de São Sebastião e São José